# Vápenný vrch (přírodní rezervace)
Vápenný vrch je přírodní rezervace na Vápenném vrchu (423 metrů), při jižním okraji obce Raspenava v okrese Liberec. Oblast spravuje Agentura ochrany přírody a krajiny ČR – regionální pracoviště Liberecko.

## Předmět ochrany
Důvodem ochrany je jedinečný geologický útvar s drobnými krasovými jevy a se zbytky přirozených lesních porostů s teplomilnými společenstvy. Přírodní rezervace zahrnuje stejnojmenný vrch geomorfologicky spadající do celku Frýdlantská pahorkatina a okrsku Raspenavská pahorkatina.

## Geologie

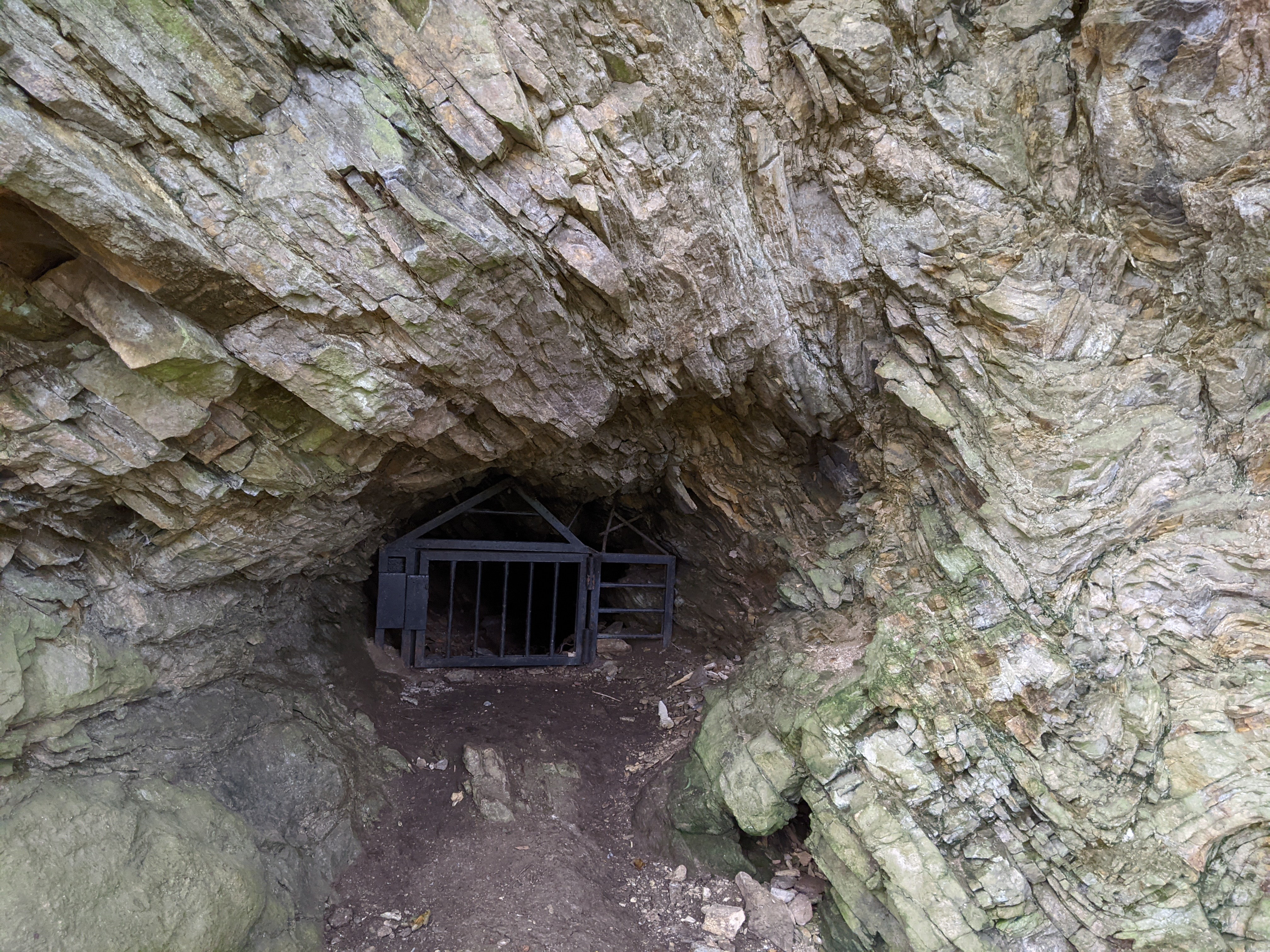
Mramorová jeskyně

Geologicky je Vápenný vrch součástí Českého masivu, což je pestrý geologický útvar paleozoického stáří. Nejstarší horniny tzv. svorového pruhu jsou součástí krkonošsko-jizerského krystalinika. Patří k nim svory několika typů s vložkami mramoru a dolomitů nebo také amfibolity. V nadloží se objevují melakolitovce a v podloží se nachází vápencové čočky. Lokalita je významným nalezištěm dolomitických mramorů, skarnů a ortorul.
V sedimentárních karbonátových a bazických horninách se vyskytuje až padesát druhů minerálů. Mezi ně patří granát, galenit, chalkopyrit, pyrit, arsenopyrit, pyrhotin, sfalerit nebo antigorit. 
Na skalních výchozech je patrné intenzivní vrásnění v podobě strmé regionální foliace táhnoucí se od severozápadu k jihovýchodu. Na jihovýchodních svazích byly objeveny uhličitanové čočky o dvousetmetrové délce a mocnosti padesát metrů. Čočky jsou zde tvořeny hrubozrnným mramorem se slabým páskováním (grafit) a jemně zrnitým dolomitem. V obou horninách můžeme spatřit páskování serpentinitu. Uhličitanové čočky zde přecházejí do proužkovaného erlanu s diopsidem a tremolitem s drobnými šupinkami flogopitu.
V nadloží i podloží uhličitanové čočky je naleziště dvou temně zelených hornin. Jednou z nich je melakolitovec, který je specifický nepravidelným lomem. Druhou je břidličnatý amfibolit. Obě tyto horniny obsahují jemnozrnný magnetit.
V horninovém masívu se nachází krasové jeskyně. Mramorová jeskyně je prozkoumána v délce třiceti metrů, ale může být součástí většího jeskynního systému. Druhou je Hliněná jeskyně. Možnosti průzkumu obou jeskyň limituje nestabilita skal.